# Associazione Calcio Novara 1937-1938
Questa pagina raccoglie i dati riguardanti l'Associazione Calcio Novara  nelle competizioni ufficiali della stagione 1937-1938.

## Rosa
| N. |                   | Ruolo | Calciatore         |
| -- | ----------------- | ----- | ------------------ |
|    | Italia (bandiera) | A     | Teresio Bercellino |
|    | Italia (bandiera) | D     | Virginio Bonati    |
|    | Italia (bandiera) | P     | Angelo Caimo       |
|    | Italia (bandiera) | D     | Libero Checco      |
|    | Italia (bandiera) | D     | Edoardo Galimberti |
|    | Italia (bandiera) | C     | Angelo Galli       |
|    | Italia (bandiera) | C     | Piero Genestrone   |
|    | Italia (bandiera) | C     | Angelo Longoni     |
|    | Italia (bandiera) | A     | Piero Mariani      |

| N. |                   | Ruolo | Calciatore       |
| -- | ----------------- | ----- | ---------------- |
|    | Italia (bandiera) | D     | Alberto Mazzucco |
|    | Italia (bandiera) | C     | Edmondo Mornese  |
|    | Italia (bandiera) | A     | Paolino Piola    |
|    | Italia (bandiera) | A     | Ezio Rizzotti    |
|    | Italia (bandiera) | A     | Marco Romano     |
|    | Italia (bandiera) | P     | Egidio Scansetti |
|    | Italia (bandiera) | A     | Otello Torri     |
|    | Italia (bandiera) | A     | Remo Versaldi    |